# Махфируз Хатидже Султан
Махфируз Хатидже Валиде Султан е родена в Евдокия (Румелия).
Тя е първата жена на султан Ахмед I. Имала е конкурентки, но най-голямата и конкурентка била Кьосем Султан (Анастасия). Махфируз ражда първото дете на султан Ахмед I и той го кръщава Осман. След чичо си султан Мустафа I той става най-младият турски султан. Счита се, че когато синът ѝ става султан тя все още е била жива, но няма данни за годината, знае се само, че е 1610 – 1620 г. Починала е в Одрин и е погребана в гробище Еюп.